# 粉粒体
粉粒体（ふんりゅうたい）または粉体（ふんたい）とは、粉、粒などの集まったもの（集合体）。例としては、ごく身近なものとしては砂があり、その他にも、セメント、小麦粉などの粉類、コロイド、磁性流体、磁気テープなどに塗布する磁性の（超）微粉末、業務用複写機などで使用するトナーなどがある。土星の輪も粉粒体の一種である。
粉粒体は、粉（粒）の間の空間（空隙）を占める媒質も含めて一つの集合体と考える。個々の粉、粒は固体であるが、集合体としては流体（液体）のように振る舞う場合がある。砂の振る舞いは一つの例と言える。
粉粒体を扱う工学分野は粉体工学と呼ばれる。
米国での調査によると、化学工業で製品の1/2、原料の少なくとも3/4が粉粒体であるという。しかし粉粒体の取り扱いは経験的になされることが多く、経済的ロスも多く発生している。1994年には610億ドル（約10兆円）が粉粒体技術に関連した化学工業であり、電力の1.3 %が粉粒体製造で消費されている。その一方で、毎年1000基のサイロ、ビン（貯蔵槽）やホッパーが故障したり壊れたりしている。

## 分類
粉粒体を扱う場合に最も基本的な物性の一つは粒子の大きさ、すなわち粒径である。粒度とも呼ばれる。粉粒体の分類にも粒径によるものが多く用いられる。
粉は粒より小さく、粒は肉眼でその姿形を識別できる程度の大きさのものを言う。一方で、微粒子、微粉末という言い方も存在する。大雑把な区分をすれば 10−2 m から 10−4 m (数 mm - 0.1 mm）を粒体とし、10−4 mから 10 −9 m（原子の大きさの数倍まで）を狭義の粉体とする。

## 性質
粉粒体は流体とも固体とも異なる独特な挙動を示すことがある。
- 粉体では、内部に比べてエネルギーの大きい表面の比表面積（面積の体積に対する比率）が大きくなるため、例えば見かけの融解熱が低下する。

また粉体は、物質によっては空気中で拡散すると爆発や異常な燃焼を起こすものもあるので、その扱いには注意が必要な場合がある。たとえば炭鉱における粉塵爆発や、小麦粉を用いた火炎放射器（兵器としてではなく、粉体の特徴を示すデモとして）が挙げられる。
- 2種類の粉粒体が均一に混ざった容器を振動させると、粉粒体は上下に分離する。ブラジルナッツ効果も参照。
- ホッパーなどの下から粉粒体を落とすと、流れが詰まり、粉粒体が固体のように振る舞うことがある。
- 泡の表面には粉粒体が吸着される。この現象は例えば銅鉱石の泡沫浮選などに応用される。
- 水平な板に上から粉粒体を落とすと、三角錐状に積もる。さらに落としていくと、三角錐は相似形状を保って成長する。この三角錐の頂角には普遍性のあることが指摘されている。安息角も参照。

## 数値解析
粉粒体に対して数値解析を行うとき、上記の独特な性質のため、特別な手法が必要となる。離散要素法（DEM）や粒子法などのような、ラグランジュ的な手法が用いられている。

## 関連記事
- 物性物理学
- ダストプラズマ
- ばら積み貨物
  - ばら積み貨物船
  - ホッパ車
  - 粉粒体運搬車